# Palaeomorpha jacobsoni
Palaeomorpha jacobsoni är en fjärilsart som beskrevs av Diakonoff 1973. Palaeomorpha jacobsoni ingår i släktet Palaeomorpha och familjen vecklare. Inga underarter finns listade i Catalogue of Life.